# بول هانلون
بول هانلون (بالإنجليزية: Paul Hanlon)‏ (20 يناير 1990 بإدنبرة في المملكة المتحدة - ) هو لاعب كرة قدم بريطاني في مركز الدفاع. شارك مع منتخب اسكتلندا تحت 19 سنة لكرة القدم ومنتخب اسكتلندا تحت 21 سنة لكرة القدم. أما مع النوادي، فقد لعب مع سانت جونستون ونادي هيبرنيان.

## وصلات خارجية
- بول هانلون على موقع الاتحاد الأوربي (الإنجليزية)
- بول هانلون على موقع الاتحاد الإسكتلندي (الإنجليزية)
- بول هانلون على موقع قاعدة بيانات كرة القدم.إي يو (الإنجليزية)
- بول هانلون على موقع ناشيونال فوتبول تيمز (الإنجليزية)
- بول هانلون على موقع Soccerbase.com (لاعب) (الإنجليزية)
- بول هانلون على موقع عالم كرة القدم.نت (الإنجليزية)